# نيكولاس كاستيلو
نيكولاس كاستييو (بالإسبانية: Nicolás Castillo)‏ (14 فبراير 1993 بسانتياغو في تشيلي - ) هو لاعب كرة قدم تشيلي في مركز الهجوم. شارك مع منتخب تشيلي تحت 20 سنة لكرة القدم ومنتخب تشيلي لكرة القدم. أما مع النوادي، فقد لعب مع ماينتس 05 ونادي أونيفرسيداد ناسيونال ونادي برشلونة ونادي فروسينوني ونادي كلوب بروج وCD Guadalajara ‏.

## مسيرته الكروية
لعب نيكولاس كاستيلو خلال مسيرته الاحترافية مع 7 أندية في خمسة عشر موسمًا وسجل خلالها 84 هدفًا ضمن 166 مباراة. حيث فاز في موسمين بالكأس وفي أربعة مواسم بالدوري.
خاض نيكولاس كاستيلو مسيرته مع نادي أونيفرسيداد كاتوليكا في موسم 2011 في المرة الأولى ليلعب معه أربعة مواسم ثم في موسم 2015–16 ولمدة موسمين، مشاركًا طوالها في 70 مباراة سجل خلالها 42 هدفًا. ثم انتقل إلى نادي كلوب بروج في موسم 2013–14 ولمدة موسمين، حيث شارك في 30 مباراة سجل خلالها 10 أهداف. لينتقل بعدها إلى نادي ماينتس 05 في موسم 2014–15 لمدة موسم واحد، مشاركًا في مباراة ولم يسجل أي هدف. ثم انتقل إلى نادي أونيفرسيداد ناسيونال في موسم 2016–17 ولمدة موسمين، مشاركًا في 37 مباراة سجل خلالها 23 هدفًا. هذا وانتقل لاحقًا إلى نادي أمريكا في موسم 2018–19 ولمدة موسمين، مشاركًا في 18 مباراة سجل خلالها 9 أهداف.

## وصلات خارجية
- نيكولاس كاستيلو على موقع الاتحاد الدولي (مؤرشف)  (الإنجليزية)
- نيكولاس كاستيلو على موقع إي إس بي إن إف سي (الإنجليزية)
- نيكولاس كاستيلو على موقع قاعدة بيانات كرة القدم.إي يو (الإنجليزية)
- نيكولاس كاستيلو على موقع ناشيونال فوتبول تيمز (الإنجليزية)
- نيكولاس كاستيلو على موقع Soccerway.com (الإنجليزية)
- نيكولاس كاستيلو على موقع عالم كرة القدم.نت (الإنجليزية)
- نيكولاس كاستيلو على موقع AS.com (الإسبانية)